# Aeroports d'Espanya

Aeroports comercials d'Espanya.

Els aeroports espanyols classificats com d'interès general són gestionats per la societat AENA, participada al 51% per l'ens públic empresarial ENAIRE. A Espanya hi ha 48 aeroports classificats com d'interès general. L'article 149 de la Constitució Espanyola, referent a les «Competències Exclusives de l'Estat», al punt 20 fa referència directa a la titularitat de ports i aeroports d'interès general.

## Història

### Inicis
El primer lloc on hi va haver un vol controlat a Espanya va ser l'esplanada de davant de la caserna de Paterna (València), quan Juan Olivert va volar un biplà disseny de Gaspar Brunet el 5 de setembre de 1909.
A partir d'aquest moment, en moltes capitals de província i ciutats importants sorgeixen aeròdroms rudimentaris a esplanades condicionades a aquest efecte amb marques de calç que delimitaven la zona aplanada. L'any 1914 hi havia censats més de 100 aeròdroms a Espanya.

### Postguerra
Després de la Guerra Civil espanyola, el Ministeri de l'Aire reconstrueix els principals aeroports entre 1941 i 1957. Per llei del 26 de desembre de 1958 es crea la Junta Nacional d'Aeroports Civils, i també s'aprova el primer Pla Estructurat.

### Aeroports Espanyols i Navegació Aèria
L'ens autònom «Aeroports Espanyols i Navegació Aèria» (AENA) es crea l'any 1991, adscrit al Ministeri d'Obres Públiques i Urbanisme, a partir de l'anterior «Organisme Autònom d'Aeroports Nacionals» (OAAN). Des del 7 de juny de 2011, és la societat mercantil estatal Aena, participada al 51% per l'ens públic ENAIRE, l'encarregada de la gestió i explotació dels serveis aeroportuaris.

## Llista d'aeroports

### Aeroports públics i privats
| aeroports públics                   | Sobrenom                         | Localització                                                                    | ICAO | IATA | Pistes | Operador                                   | Passatgers (2019) | Comunitat autònoma         | Imatge |
| ----------------------------------- | -------------------------------- | ------------------------------------------------------------------------------- | ---- | ---- | ------ | ------------------------------------------ | ----------------- | -------------------------- | ------ |
| Adolfo Suárez Madrid-Barajas        | Barajas                          | Alcobendas, Madrid, Paracuellos de Jarama i San Sebastián de los Reyes (Madrid) | LEMD | MAD  | 4      | Aena                                       | 61.734.037        | Comunitat de Madrid        |        |
| Albacete                            | Los Llanos                       | Albacete                                                                        | LEAB | ABC  | 1      | Aena                                       | 1.624             | Castella - la Manxa        |        |
| Alacant-Elx                         | El Altet                         | Elx (Alacant)                                                                   | LEAL | ALC  | 1      | Aena                                       | 15.047.840        | País Valencià              |        |
| Almeria                             | El Alquián                       | Almeria                                                                         | LEAM | LEI  | 1      | Aena                                       | 978.997           | Andalusia                  |        |
| Astúries                            | Ranón / Santiago del Monte       | Castrillón (Astúries)                                                           | LEAS | OVD  | 1      | Aena                                       | 1.417.433         | Astúries                   |        |
| Badajoz                             | Talavera la Real                 | Badajoz                                                                         | LEBZ | BJZ  | 1      | Aena                                       | 75.418            | Extremadura                |        |
| Barcelona-El Prat                   | El Prat                          | El Prat de Llobregat (Barcelona)                                                | LEBL | BCN  | 3      | Aena                                       | 52.686.314        | Catalunya                  |        |
| Bilbao                              | Lujua / La Paloma                | Lujua i Sondika (Biscaia)                                                       | LEBB | BIO  | 2      | Aena                                       | 5.905.804         | País Basc                  |        |
| Burgos                              | Villafría                        | Burgos                                                                          | LEBG | RGS  | 1      | Aena                                       | 17.688            | Castella i Lleó            |        |
| Còrdova                             | Còrdova                          | Còrdova                                                                         | LEBA | ODB  | 1      | Aena                                       | 10.642            | Andalusia                  |        |
| Federico García Lorca Granada-Jaén  | Chauchina / Santa Fe             | Chauchina i Santa Fe (Granada)                                                  | LEGR | GRX  | 1      | Aena                                       | 1.251.926         | Andalusia                  |        |
| Girona-Costa Brava                  | Girona                           | Vilobí d'Onyar i Aiguaviva (Girona)                                             | LEGE | GRO  | 1      | Aena                                       | 1.932.255         | Catalunya                  |        |
| Gran Canaria                        | Gando                            | Telde (Las Palmas)                                                              | GCLP | LPA  | 2      | Aena                                       | 13.261.405        | Canàries                   |        |
| Fuerteventura                       | Puerto del Rosario / El Matorral | Puerto del Rosario (Las Palmas)                                                 | GCFV | FUE  | 2      | Aena                                       | 5.635.330         | Canàries                   |        |
| La Corunya                          | Alvedro                          | Culleredo (La Corunya)                                                          | LECO | LCG  | 1      | Aena                                       | 1.352.583         | Galicia                    |        |
| Lanzarote                           | Guacimeta / San Bartolomé        | San Bartolomé (Las Palmas)                                                      | GCRR | ACE  | 1      | Aena                                       | 7.292.720         | Canàries                   |        |
| Osca-Pirineus                       | Monflorite                       | Alcalá del Obispo i Monflorite (Osca)                                           | LEHC | HSK  | 2      | Aena                                       | 622               | Aragó                      |        |
| Eivissa                             | Es Codolar                       | Sant Josep (Balears)                                                            | LEIB | IBZ  | 1      | Aena                                       | 8.155.635         | Balears                    |        |
| Jerez                               | La Parra                         | Jerez de la Frontera (Cadis)                                                    | LEJR | XRY  | 1      | Aena                                       | 1.120.742         | Andalusia                  |        |
| Lleó                                | Virgen del Camino                | La Virgen del Camino (Lleó)                                                     | LELN | LEN  | 1      | Aena                                       | 65.982            | Castella i Lleó            |        |
| Logroño-Agoncillo                   | Agoncillo                        | Agoncillo (La Rioja)                                                            | LERJ | RJL  | 1      | Aena                                       | 19.444            | La Rioja                   |        |
| Madrid-Cuatro Vientos               | Cuatro Vientos                   | Madrid                                                                          | LECU | MCV  | 1      | Aena                                       | 3.597             | Comunitat de Madrid        |        |
| Màlaga-Costa del Sol                | Pablo Picasso                    | Churriana (Màlaga)                                                              | LEMG | AGP  | 2      | Aena                                       | 19.856.299        | Andalusia                  |        |
| Melilla                             | Melilla                          | Melilla                                                                         | GEML | MLN  | 1      | Aena Arxivat 2014-04-17 a Wayback Machine. | 434.660           | Ciutat Autònoma de Melilla |        |
| Menorca                             | Maó                              | Maó (Balears)                                                                   | LEMH | MAH  | 1      | Aena                                       | 3.495.025         | Balears                    |        |
| Internacional de la Regió de Múrcia | Corvera                          | Valladolises y Lo Jurado (Múrcia)                                               | LEMI | RMU  | 1      | Aena                                       | 1.090.954         | Regió de Murcia            |        |
| Palma                               | Son Sant Joan                    | Palma (Balears)                                                                 | LEPA | PMI  | 2      | Aena                                       | 29.721.123        | Balears                    |        |
| Pamplona                            | Noain                            | Noain (Navarra)                                                                 | LEPP | PNA  | 1      | Aena Arxivat 2014-07-04 a Wayback Machine. | 242.520           | Navarra                    |        |
| Reus                                | Reus                             | Reus i Constantí (Tarragona)                                                    | LERS | REU  | 1      | Aena                                       | 1.046.062         | Catalunya                  |        |
| Sabadell                            | Sabadell                         | Sabadell (Barcelona)                                                            | LELL | QSA  | 1      | Aena                                       | 5.067             | Catalunya                  |        |
| Salamanca                           | Matacán                          | Machacón, Calvarrasa de Abajo i Villagonzalo de Tormes (Salamanca)              | LESA | SLM  | 1      | Aena                                       | 17.768            | Castella i Lleó            |        |
| Sant Sebastià                       | Hondarribia                      | Hondarribia (Guipúscoa)                                                         | LESO | EAS  | 1      | Aena                                       | 320.440           | País Basc                  |        |
| Santiago de Compostela              | Lavacolla                        | Santiago de Compostel·la (La Corunya)                                           | LEST | SCQ  | 1      | Aena                                       | 2.903.427         | Galicia                    |        |
| Sevilla                             | San Pablo                        | Sevilla                                                                         | LEZL | SVQ  | 2      | Aena                                       | 7.544.473         | Andalusia                  |        |
| Seve Ballesteros-Santander          | Parayas                          | Camargo (Cantàbria)                                                             | LEXJ | SDR  | 1      | Aena                                       | 1.174.896         | Cantabria                  |        |
| Son Bonet                           | Son Bonet                        | Marratxí (Balears)                                                              | LESB | SBO  | 1      | Aena Arxivat 2014-09-15 a Wayback Machine. | 4.066             | Balears                    |        |
| Tenerife Nord                       | Los Rodeos                       | San Cristóbal de La Laguna (Santa Cruz de Tenerife)                             | GCXO | TFN  | 1      | Aena                                       | 5.840.483         | Canàries                   |        |
| Tenerife Sud                        | Reina Sofía                      | Granadilla de Abona i San Miguel de Abona (Santa Cruz de Tenerife)              | GCTS | TFS  | 1      | Aena                                       | 11.168.506        | Canàries                   |        |
| La Palma                            | Mazo                             | Villa de Mazo, Breña Baja (Santa Cruz de Tenerife)                              | GCLA | SPC  | 1      | Aena Arxivat 2013-06-17 a Wayback Machine. | 1.483.720         | Canàries                   |        |
| La Gomera                           | La Gomera                        | Alajeró (Santa Cruz de Tenerife)                                                | GCGM | GMZ  | 1      | Aena Arxivat 2013-06-17 a Wayback Machine. | 77.585            | Canàries                   |        |
| El Hierro                           | Los Cangrejos                    | Valverde (Santa Cruz de Tenerife)                                               | GCHI | VDE  | 1      | Aena Arxivat 2013-06-16 a Wayback Machine. | 268.900           | Canàries                   |        |
| València                            | Manises                          | Manises (València)                                                              | LEVC | VLC  | 1      | Aena                                       | 8.539.403         | País Valencià              |        |
| Valladolid                          | Villanubla                       | Villanubla (Valladolid)                                                         | LEVD | VLL  | 1      | Aena                                       | 249.216           | Castella i Lleó            |        |
| Vigo                                | Peinador                         | Vigo (Pontevedra)                                                               | LEVX | VGO  | 1      | Aena                                       | 1.012.447         | Galícia                    |        |
| Vitoria                             | Foronda                          | Vitòria (Àlaba)                                                                 | LEVT | VIT  | 1      | Aena                                       | 174.022           | País Basc                  |        |
| Saragossa                           | Saragossa                        | Saragossa                                                                       | LEZG | ZAZ  | 2      | Aena                                       | 467.774           | Aragó                      |        |

| Aeroports privats           | Ciutat a la que serveix | Sobrenom     | Localització                                             | ICAO | IATA | Pistes | Operador               | Pàgina web                            | Comunitat Autònoma  |
| --------------------------- | ----------------------- | ------------ | -------------------------------------------------------- | ---- | ---- | ------ | ---------------------- | ------------------------------------- | ------------------- |
| Andorra-Pirineus            | Andorra la Vella        | La Seu       | Montferrer i Ribera d'Urgellet (Lleida)                  | LESU | LEU  | 1      | Aeroports de Catalunya |                                       | Catalunya           |
| Aeroport de Castelló        | Castelló de la Plana    | Costa Azahar | Vilanova d'Alcolea (Província de Castelló)               | LECH | CDT  | 1      | SNC-Lavalin            |                                       | País Valencià       |
| Central Ciudad Real tancat  | Ciudad Real             | Don Quijote  | Ballesteros de Calatrava i Villar del Pozo (Ciudad Real) | LERL | CQM  | 1      | CR aeroports           |                                       | Castella - la Manxa |
| Aeroport de Lleida-Alguaire | Lleida                  | Alguaire     | Alguaire (Lleida)                                        | LEDA | ILD  | 1      | Aeroports de Catalunya |                                       | Catalunya           |
| Regió de Murcia (tancat)    | Murcia                  | Corvera      | Corvera i Valladolises, Múrcia (Regió de Múrcia)         | LEMI | RMU  | 1      | AEROMUR                | Arxivat 2011-02-18 a Wayback Machine. | Regió de Murcia     |

A l'octubre de 2011 l'aeroport de Ciudad Real va deixar d'operar vols comercials per manca de rendibilitat de les rutes. A l'abril de 2012 va deixar d'operar tots tipus de trànsit aeri.

### Bases aèries
| Militars (Bases aèries)        | Tipus                                                            | Nom                   | Localitat            | Província     | OACI | IATA | Nº de pistes | Pàgina web                            |
| ------------------------------ | ---------------------------------------------------------------- | --------------------- | -------------------- | ------------- | ---- | ---- | ------------ | ------------------------------------- |
| Base aèria de Los Llanos       | Base aèria, oberta al tràfic civil.                              | Albacete-Los Llanos   | Albacete             | Albacete      | LEAB | ABC  | 1            | [?]                                   |
| Base aèria d'Alcantarilla      | Base aèria.                                                      | Murcia-Alcantarilla   | Alcantarilla         | Murcia        | LERI | -    | 1            | [?]                                   |
| Base aèria de Almagro          | Heliport Militar de l'Exèrcit de Terra, tràfic civil restringit. | Almagro               | Almagro              | Ciudad Real   | -    | -    | -            | [?]                                   |
| Base aèria de Armilla          | Heliport Militar.                                                | Granada-Armilla       | Armilla              | Granada       | LEGA | -    | -            | [?]                                   |
| Base aèria de Colmenar Viejo   | Heliport Militar de l'Exèrcit de Terra, tràfic civil restringit. | Madrid-Colmenar Viejo | Colmenar Viejo       | Madrid        | LECV | -    | -            | [?]                                   |
| Base aèria d'El Copero         | Heliport Militar de l'Exèrcit de Terra, tràfic civil restringit. | Sevilla-El Copero     | Dos Hermanas         | Sevilla       | LEEC | -    | 1            | [?]                                   |
| Base aèria de Cuatro Vientos   | Base aèria, oberta al tráfic civil.                              | Madrid-Cuatro Vientos | Madrid               | Madrid        | LEVS | MCV  | 1            | [?]                                   |
| Base aèria de Gando            | Base aèria, oberta al tràfic civil.                              | Gando                 | Ingenio i Telde      | Las Palmas    | GCLP | LPA  | 2            | [?]                                   |
| Base aèria de Logronyo         | Base aèria, oberta al tràfic civil.                              | Agoncillo             | Agoncillo            | La Rioja      | LERJ | -    | 1            | [?]                                   |
| Base aèria de Getafe           | Base aèria, tràfic civil restringit.                             | Madrid-Getafe         | Getafe               | Madrid        | LEGT | -    | 1            | [?]                                   |
| Base aèria de Morón            | Base aèria, tràfic civil restringit                              | Sevilla-Morón         | Morón de la Frontera | Sevilla       | LEMO | OZP  | 1            | [?]                                   |
| Base d'Hidroavions de Pollensa | Base d'Hidroavions Militar.                                      | Pollença              | Pollença             | Illes Balears | LEPO | -    | 1            | [?]                                   |
| Base Naval de Rota             | Base Naval amb pista.                                            | Càdis-Rota            | Rota                 | Cadis         | LERT | -    | 1            | [?]                                   |
| Base aèria de Valencia-Bétera  | Heliport Militar de l'Exèrcit de Terra, tràfic civil restringit. | Bétera                | Bétera               | València      | LEBT | -    | 1            | [?]                                   |
| Base aèria de San Javier       | Base aèria, oberta al tràfic civil.                              | Murcia-San Javier     | San Javier           | Murcia        | LELC | MJV  | 2            | [?]                                   |
| Base aèria de Son San Juan     | Base aèria, pistes compartides amb l'Aeroport de Palma.          | Son San Juan          | Palma                | Balears       | LESJ | PMI  | 2            | Arxivat 2017-08-14 a Wayback Machine. |
| Base aèria de Talavera la Real | Base aèria, oberta al tràfic civil.                              | Talavera la Real      | Badajoz              | Badajoz       | LEBZ | BJZ  | 1            | [?]                                   |
| Base aèria de Torrejón         | Base aèria.                                                      | Madrid-Torrejón       | Torrejón de Ardoz    | Madrid        | LETO | TOJ  | 1            | [?]                                   |
| Base aèria de Villanubla       | Base aèria, oberta al tràfic civil.                              | Valladolid-Villanubla | Villanubla           | Valladolid    | LEVD | VLL  | 2            | [?]                                   |
| Base aèria de Saragossa        | Base aèria, oberta al tràfic civil.                              | Saragossa             | Saragossa            | Saragossa     | LEZG | ZAZ  | 2            | [?]                                   |

### Altres aeroports
Els següents aeroports es troben dins de l'AIP d'Espanya, tot i que estan situades fora de la sobirania efectiva d'Espanya. Corresponen a aeròdroms situats a l'espai aeri, el control de les quals va ser assignat a Espanya per l'OACI.
| Altres aeroports | Ciutat                | Sobrenom | Ubicació                              | ICAO      | IATA | Pistes | Pàgina web |
| ---------------- | --------------------- | -------- | ------------------------------------- | --------- | ---- | ------ | ---------- |
| Hassan I         | Al-Aaiun              | -        | Al-Aaiun                              | GMML/GSAI | EUN  | 2      | [?]        |
| Gibraltar        | Gibraltar             | -        | Gibraltar i La Línea de la Concepción | LXGB      | GIB  | 1      | [?]        |
| Villacisneros    | Villacisneros (Dajla) | -        | Villacisneros (Dajla)                 | GMMH/GSVO | VIL  | 1      | [?]        |

### Aeròdroms privats
Els aeròdroms privats no estan autoritzats a rebre vols comercials. Tampoc no tenen l'obligació de permetre el seu ús a altres persones que no siguin els seus propietaris, excepte en cas d'emergència. En general, aquests aeròdroms tenen pistes que no estan en òptimes condicions, amb poques facilitats de suport a la navegació aèria.
| Aeròdroms privats        | Propietari                                                      | Localització                                                           | Província   | ICAO | IATA | Pistes                                | Pàgina web                                               |
| ------------------------ | --------------------------------------------------------------- | ---------------------------------------------------------------------- | ----------- | ---- | ---- | ------------------------------------- | -------------------------------------------------------- |
| Alfés                    | Generalitat de Catalunya                                        | Alfés 41°32′56″N 000°38′56″E / 41.54889, 0.64889                       | Lleida      | LEAT | ?    | ?                                     | [?]                                                      |
| Alhama de Murcia         | Campo de Vuelo S.L.                                             | Alhama de Murcia 37°45′08″N 001°18′09″O / 37.75222, -1.30250           | Múrcia      | LELH | ?    | ?                                     | [?]                                                      |
| Almansa                  | Agustín Medina Cuenca                                           | Almansa 38°54′04″N 001°06′34″O / 38.90111, -1.10944                    | Albacete    | LELM | ?    | ?                                     | [?]                                                      |
| Altarejos-Guadalcanal    | José Carlos March                                               | Guadalcanal 38°10′10″N 005°44′41″O / 38.16944, -5.74472                | Sevilla     | LEGC | ?    | 1                                     | [?]                                                      |
| Empuriabrava             | Skydive Empuriabrava                                            | Castelló d'Empúries 42°15′36″N 003°06′35″E / 42.26000, 3.10972         | Girona      | LEAP | ?    | 1                                     | Skydive Empuriabrava                                     |
| Beas de Segura           | Ajuntament de Beas de Segura                                    | Beas de Segura 38°16′16″N 002°56′56″O / 38.27111, -2.94889             | Jaén        | LEBE | ?    | 2                                     | [?]                                                      |
| Benavarri                | Ajuntament de Benavarri                                         | Benavarri 42°01′22″N 000°28′56″E / 42.02278, 0.48222                   | Osca        | LENA | ?    | ?                                     | [?]                                                      |
| Calaf-Sallavinera        | Juan Lladó Casanovas                                            | Calaf 41°44′39″N 001°33′25″E / 41.74417, 1.55694                       | Barcelona   | LECF | ?    | ?                                     | [?]                                                      |
| Campolara                | José María Muro Lara                                            | Muñopedro 40°54′11″N 004°31′13″O / 40.90306, -4.52028                  | Segòvia     | LECX | ?    | ?                                     | [?]                                                      |
| Casarrubios del Monte    | Aerohobby Aviación Deportiva                                    | Casarrubios del Monte 40°14′06″N 004°01′35″O / 40.23500, -4.02639      | Toledo      | LEMT | ?    | ?                                     | [?]                                                      |
| Casas de los Pinos       | Aviomancha                                                      | Casas de los Pinos 39°17′57″N 002°22′42″O / 39.29917, -2.37833         | Conca       | LEPI | ?    | ?                                     | [?]                                                      |
| Castejón de Monegros     | Pilar de Wenetz y Llopis                                        | Castejón de Monegros 41°36′31″N 000°13′04″O / 41.60861, -0.21778       | Osca        | LECJ | ?    | ?                                     | [?]                                                      |
| Castelló                 | Ajuntament de Castelló                                          | Castelló de la Plana 40°00′01″N 000°01′32″E / 40.00028, 0.02556        | Castelló    | LECN | ?    | ?                                     | [?]                                                      |
| Castellanos-Villacastín  | Rafael Gómez Cordobés                                           | Villacastín 40°47′02″N 004°27′46″O / 40.78389, -4.46278                | Segòvia     | LEEV | ?    | ?                                     | [?]                                                      |
| Cieza                    | Aeroclub de Cieza                                               | Cieza 38°19′23″N 001°27′21″O / 38.32306, -1.45583                      | Múrcia      | ?    | ?    |                                       |                                                          |
| El Berriel               | Aero Club de Gran Canaria                                       | San Bartolomé de Tirajana 27°46′47″N 015°30′24″O / 27.77972, -15.50667 | Las Palmas  | GCLB | ?    | ?                                     | [?]                                                      |
| El Carrascal             | Agro Aro, S.A                                                   | Villalba de los Alcores 41°49′29″N 004°53′35″O / 41.82472, -4.89306    | Valladolid  | LEVB | ?    | ?                                     | [?]                                                      |
| El Castaño               | Agropecuaria El Castaño                                         | Luciana 39°00′32″N 004°23′18″O / 39.00889, -4.38833                    | Ciudad Real | LECT | ?    | ?                                     | [?]                                                      |
| El Manantío              | Trabajos Aéreos Extremeños, S.A.                                | Badajoz 38°46′50″N 006°59′20″O / 38.78056, -6.98889                    | Badajoz     | LEEM | ?    | ?                                     | [?]                                                      |
| El Tiétar                | Aeronáutica del Tietar                                          | La Iglesuela 40°14′38″N 004°47′40″O / 40.24389, -4.79444               | Toledo      | LETI | ?    | ?                                     | [?]                                                      |
| El Viso del Marqués      | Jaime Botín Sanz Sautuola                                       | Viso del Marqués 38°29′56″N 003°26′05″O / 38.49889, -3.43472           | Ciudad Real | LEVI | ?    | ?                                     | [?]                                                      |
| Fuentemilanos            | Aeronáutica del Guadarrama                                      | Segòvia 40°53′19″N 004°14′15″O / 40.88861, -4.23750                    | Segòvia     | LEFM | ?    | ?                                     | [?]                                                      |
| Garray                   | Excelentísima Diputación Provincial de Soria                    | Garray 41°49′17″N 002°28′36″O / 41.82139, -2.47667                     | Sòria       | LEGY | ?    | ?                                     | [?]                                                      |
| Guadalupe                | José Plaza Fernández                                            | Alía 39°20′37″N 005°11′32″O / 39.34361, -5.19222                       | Càceres     | LEGU | ?    | ?                                     | [?]                                                      |
| Igualada-Òdena           | Consorci Ajuntament Igualada-Òdena                              | Òdena 41°35′08″N 001°39′11″E / 41.58556, 1.65306                       | Barcelona   | LEIG | ?    | ?                                     | [?]                                                      |
| La Axarquía-Leoni Benabu | Real Aeroclub de Málaga                                         | Vélez-Málaga 36°48′06″N 004°08′08″O / 36.80167, -4.13556               | Màlaga      | LEAX | ?    | 1                                     | http://www.aeroclubmalaga.com                            |
| La Calderera             | Cacerías Azor, S.A.                                             | Valdepeñas 38°44′44″N 003°32′01″O / 38.74556, -3.53361                 | Ciudad Real | LELA | ?    | 1                                     | [?]                                                      |
| La Cerdanya              | Consorci Paritari Generalitat/Consell Comarcal de La Cerdanya   | Fontanals de Cerdanya i Das 42°23′11″N 001°52′00″E / 42.38639, 1.86667 | Girona      | LECD | ?    | ?                                     | [?]                                                      |
| La Cervera               | Aeroclub de Cáceres                                             | Aldea del Cano i Valdesalor 39°20′15″N 06°21′02″O / 39.33750, -6.35056 | Càceres     | ?    | ?    | Arxivat 2020-02-13 a Wayback Machine. |                                                          |
| La Juliana               | Luis Iglesias Moñino                                            | Bollullos de la Mitación 37°17′42″N 006°09′45″O / 37.29500, -6.16250   | Sevilla     | LEJU | ?    | ?                                     | [?]                                                      |
| La Mancha                | Tomás Fuertes Velero                                            | Villacañas y Quero 39°33′20″N 003°15′05″O / 39.55556, -3.25139         | Toledo      | LEMX | ?    | ?                                     | [?]                                                      |
| La Morgal                | Principado de Asturias                                          | Llanera 43°25′47″N 005°51′24″O / 43.42972, -5.85667                    | Astúries    | LEMR | ?    | ?                                     | [?]                                                      |
| La Nava-Corral de Ayllón | Fundación Laureado Coronel Carlos Martínez Vara de Rey          | Corral de Ayllón 41°24′39″N 003°26′54″O / 41.41083, -3.44833           | Segòvia     | LECA | ?    | 2                                     | [ Enllaç no actiu ]                                      |
| La Perdiz                | Navalaumbría, S.A.                                              | Torre de Juan Abad 38°30′54″N 003°21′46″O / 38.51500, -3.36278         | Ciudad Real | LEIZ | ?    | 1                                     | [?]                                                      |
| Lillo                    | Ayuntamiento de Lillo                                           | Lillo 39°43′01″N 003°19′14″O / 39.71694, -3.32056                      | Toledo      | LELT | ?    | ?                                     | [?]                                                      |
| Linares                  | José García Ortiz                                               | Linares 38°05′27″N 003°42′24″O / 38.09083, -3.70667                    | Jaén        | LELI | ?    | ?                                     | [?]                                                      |
| Los Garranchos           | Aeroclub Mar Menor                                              | San Javier 37°50′43″N 000°52′52″O / 37.84528, -0.88111                 | Múrcia      | LELG | ?    | ?                                     |                                                          |
| Los Martínez del Puerto  | Aeroclub Cierva Codorníu de Murcia                              | Murcia 37°50′07″N 1°05′52″O / 37.835361, -1.09769                      | Múrcia      | LEMP | ?    | ?                                     | [?]                                                      |
| Madrigalejo del Monte    | Jesús Corral Millares                                           | Madrigalejo del Monte 42°07′56″N 003°43′50″O / 42.13222, -3.73056      | Burgos      | LEJO | ?    | ?                                     | [?]                                                      |
| Mafé-Gibraleón           | Agrícola del Pintado, S.A.                                      | Gibraleón 37°21′44″N 006°55′19″O / 37.36222, -6.92194                  | Huelva      | LEMF | ?    | ?                                     | [?]                                                      |
| Manresa                  | Ramón Pujol Roca i Manuel Pujol Roca                            | Sant Fruitós de Bages 41°45′51″N 001°51′41″E / 41.76417, 1.86139       | Barcelona   | LEMS | ?    | ?                                     | [?]                                                      |
| Matilla de los Caños     | Manuel Pérez Martínez i Pascual Cantos Romero                   | Matilla de los Caños 41°31′50″N 004°55′30″O / 41.53056, -4.92500       | Valladolid  | LETC | ?    | ?                                     | [?]                                                      |
| Morante                  | José Moreno García                                              | Badajoz 39°02′13″N 006°41′26″O / 39.03694, -6.69056                    | Badajoz     | LETE | -    | 1                                     | [?]                                                      |
| Mutxamel                 | Promociones Deportivas Alicante S.A.                            | Mutxamel 38°26′20″N 000°28′30″O / 38.43889, -0.47500                   | Alacant     | LEMU | -    | 1                                     | [?]                                                      |
| Ocaña                    | SENASA                                                          | Ocaña 39°56′15″N 003°30′12″O / 39.93750, -3.50333                      | Toledo      | LEOC | ?    | ?                                     | [?]                                                      |
| Ontur                    | Ayuntamiento de Ontur                                           | Ontur 38°37′01″N 001°31′30″O / 38.61694, -1.52500                      | Albacete    | LEOT | ?    | ?                                     | [?]                                                      |
| Palma del Río            | Sebastián Almagro Castellanos                                   | Palma del Río 37°43′01″N 005°12′45″O / 37.71694, -5.21250              | Còrdova     | LEPR | ?    | ?                                     | [?]                                                      |
| Pozuelos de Calatrava    | Avelino Antolín Toledano                                        | Pozuelos de Calatrava 38°54′44″N 004°11′28″O / 38.91222, -4.19111      | Ciudad Real | LEPZ | ?    | ?                                     | [?]                                                      |
| Requena                  | Mercantil Centro de Vuelos La Fundación S.L.                    | Requena 39°28′29″N 001°02′04″O / 39.47472, -1.03444                    | València    | LERE | ?    | ?                                     | [?]                                                      |
| Robledillo de Mohernando | Aeroclub de Guadalajara                                         | Robledillo de Mohernando 40°51′55″N 003°14′52″O / 40.86528, -3.24778   | Guadalajara | LERM | ?    | ?                                     | [?]                                                      |
| Rozas                    | Aeroclub de Lugo (gestió)                                       | Castro de Rey 43°07′01″N 007°28′13″O / 43.11694, -7.47028              | Lugo        | LERO | ?    | ?                                     | [?]                                                      |
| San Enrique              | Gubel, S.A.                                                     | Almodóvar del Campo 38°43′51″N 004°18′47″O / 38.73083, -4.31306        | Ciudad Real | LESE | ?    | ?                                     | [?]                                                      |
| Sant Lluís               | Aeroclub de Menorca (gestió)                                    | Maó i Sant Lluís 39°51′44″N 004°15′30″E / 39.86222, 4.25833            | Balears     | LESL | ?    | ?                                     | [?]                                                      |
| Sangüesa                 | Matías Guash Juliá                                              | Sangüesa 42°33′56″N 001°17′05″O / 42.56556, -1.28472                   | Navarra     | LESG | ?    | ?                                     | [?]                                                      |
| Santa Cilia de Jaca      | Dirección General de Turismo de la Diputación General de Aragón | Santa Cilia de Jaca 42°34′11″N 000°43′40″O / 42.56972, -0.72778        | Osca        | LECI | ?    | ?                                     | [?]                                                      |
| Santo Tomé del Puerto    | SENASA                                                          | Santo Tomé del Puerto 41°12′15″N 003°35′41″O / 41.20417, -3.59472      | Segòvia     | LETP | ?    | ?                                     | [?]                                                      |
| Sotos                    | Aeroclub de Cuenca                                              | Sotos 40°12′15″N 002°08′38″O / 40.20417, -2.14389                      | Conca       | LESS | ?    | ?                                     | [?]                                                      |
| Teruel                   | PLATA                                                           | Terol                                                                  | Terol       | LETL | -    | 1                                     | [?]                                                      |
| Tomás Fernández Espada   | Thomás Huster y Asociados, S.L.                                 | Villamartín 36°52′16″N 005°38′52″O / 36.87111, -5.64778                | Cadis       | LETF | 1    | AeroClub Volar                        |                                                          |
| Torozos                  | Salvador Martín de la Concha                                    | Valladolid 41°47′02″N 004°51′54″O / 41.78389, -4.86500                 | Valladolid  | LETZ | ?    | 1                                     | ?                                                        |
| Alcazarén                | Marcos Díez Pérez                                               | Valladolid 41°22′22″N 004°41′45″O / 41.37278, -4.69583                 | Valladolid  | ?    | ?    | 1                                     | AeroClub Alcazarén Arxivat 2015-04-02 a Wayback Machine. |
| Mojados                  | ?                                                               | Valladolid 41°28′14″N 004°42′50″O / 41.47056, -4.71389                 | Valladolid  | LEOA | ?    | 1                                     | [?]                                                      |
| Villaframil              | Club Aéreo de Ribadeo                                           | Ribadeo 43°33′09″N 007°05′16″O / 43.55250, -7.08778                    | Lugo        | LEVF | ?    | 1                                     | [?]                                                      |